# Archipiélago de las Siete Islas
Archipiélago de las Siete Islas (en francés: Archipel des Sept Îles) es un conjunto de siete islas, agrupadas en frente de la bahía de Sept-Iles (Siete islas) y la ciudad del mismo nombre. Está situado en el río San Lorenzo, en la costa norte, de la provincia canadiense de Quebec, 125 km al oeste de la isla de Anticosti.
Las siete islas están agrupadas en dos parejas y un trío:
- Las tres islas al oeste de la Bahía:
  - Las Isletas de Quen (Les îlets De Quen)
  - Isla Manawin (L'île Manawin)
  - Isla de Corossol (L'île du Corossol)

- Las 2 islas al centro de la Bahía:
  - Isla Gran Vasco (L'île La Grande-Basque)
  - Isla Pequeño Vasco (L'île La Petite Basque)

- Las 2 islas al este de la Bahía:
  - Isla Pequeña Boule (L'île La Petite Boule)
  - Isla Gran Boule (L'île La Grosse Boule)